# Turn Your Lights Down Low
Turn Your Lights Down Low is een Engelstalige single van de Jamaicaanse band Bob Marley & The Wailers.

## Achtergrond
Het is het enige nummer van de B-kant van de lp Exodus dat niet als single verscheen. 
In 1999 kwam hier verandering in met de release van een cover van Lauryn Hill (vermeld als Lauryn Hill & Bob Marley dat in de Nederlandse Top 40 reikte tot een vijfde positie. De single verscheen op haar album Chant Down Babylon). Deze cover werd genomineerd voor de categorie 'Best Pop Collaboration with vocals' op de 43ste editie van de Grammy Awards, maar legde het af tegen Is You Is, or Is You Ain't (My Baby) van Dr. John & B.B. King. In de clip van Hills cover is Rohan Marley te zien. De clip werd geregisseerd door Francis Lawrence.
Ook werd het nummer gecoverd door Colbie Caillat (te horen op haar album Coco, 2008) en Rosie Gaines (Closer Than Close, 1995).
Anita Antoinette bracht het in het 7de seizoen van The Voice (VS) en Megan Joy in het 8e seizoen van American Idol. Slongs Dievanongs coverde het nummer naar aanleiding van het VTM-programma Liefde voor Muziek. K'LA ten slotte samplede het nummer in haar eerste single All Your Love (2011).